# Фицджеральд, Патрик
Патрик Фицджеральд (англ. Patrick Joseph Fitzgerald, родился 19 марта 1956 года в Стратфорде, Лондон) — британский панк-поэт и исполнитель, получивший известность в конце 1970-х годов с EP Safety Pin Stuck In My Heart .
Возможно, первый в истории представитель фолк-панка (в 1978 году объявленный «британским Бобом Диланом»), Фицджеральд поначалу исполнял свои сатирические произведения под акустическую гитару и бэкинг-трек со студийными эффектами. Позже он записывался (в том числе под псевдонимом Джозеф Гарретт) со многими известными музыкантами, работавшими в разных стилях и жанрах (Penetration, Buzzcocks, Энн Кларк) и был участником группы Ghosts of Individuals. Патрик Фицджеральд в Британии известен также как театральный актёр.

## Дискография
Ранние записи Патрика Фицджеральда заинтересовали немецко-британский звукозаписывающий лейбл Polydor Records Ltd. В 1979 году они подписали с ним контракт на запись своего первого альбома Grubby Stories. Альбом был записан с известными панк-музыкантами, включая Роберта Блэмайра из Penetration и Джона Махера из Buzzcocks. Пластинка содержала 17 треков, 7 из которых были записаны с этими музыкантами.
Фицджеральд появился в пост-панковском документальном фильме Rough Cut and Ready Dubbed в 1979-80 годах, исполнив вступительную песню «Island of Lost Souls» и одно выступление в течение фильма «Tonight» с Колином Пикоком на клавишных.
После длительного перерыва в начале 1990-х годов Фицджеральд вернулся к выступлениям, а также возобновил актерскую карьеру. Одним из самых громких явлений на сцене было его участие в пьесе Мольера «Скряга в Стратфорде».
Альбомы
- Grubby Stories (1979)
- Gifts and Telegrams (1982)
- Drifting Towards Violence (1983)
- Tunisian Twist (1986)
- Treasures from the Wax Museum (1993)
- Pillow Tension (1995)
- Floating Population (2006)